# Referendum abrogativi in Italia del 1981
I referendum abrogativi in Italia del 1981 si tennero il 17 maggio ed ebbero ad oggetto cinque distinti quesiti.

## Il contesto storico
Le elezioni politiche del 1979 furono positive per il Partito Radicale, che passò dall'1,1 al 3,5% di consensi. Nella mozione generale approvata dal XXIV Congresso, nel quale veniva eletto segretario Francesco Rutelli, si decideva che i contenuti dei referendum erano la parte essenziale del programma politico ed elettorale del partito, per i diritti e le libertà civili, per una società di pace e non di guerra, per un ambiente per l'uomo, per la difesa della vita, da tradurre immediatamente anche in progetti di legge da sottoporre al consenso dei cittadini.
I quesiti referendari vedevano la proposizione di alcune tematiche «classiche» del Partito Radicale (reati di opinione e associazione, abolizione dei Tribunali Militari, aborto, fermo di polizia, ergastolo, porto d'armi) e altre «nuove» come la legalizzazione delle droghe leggere, la lotta al nucleare, l'abolizione della caccia, la smilitarizzazione della Guardia di Finanza.

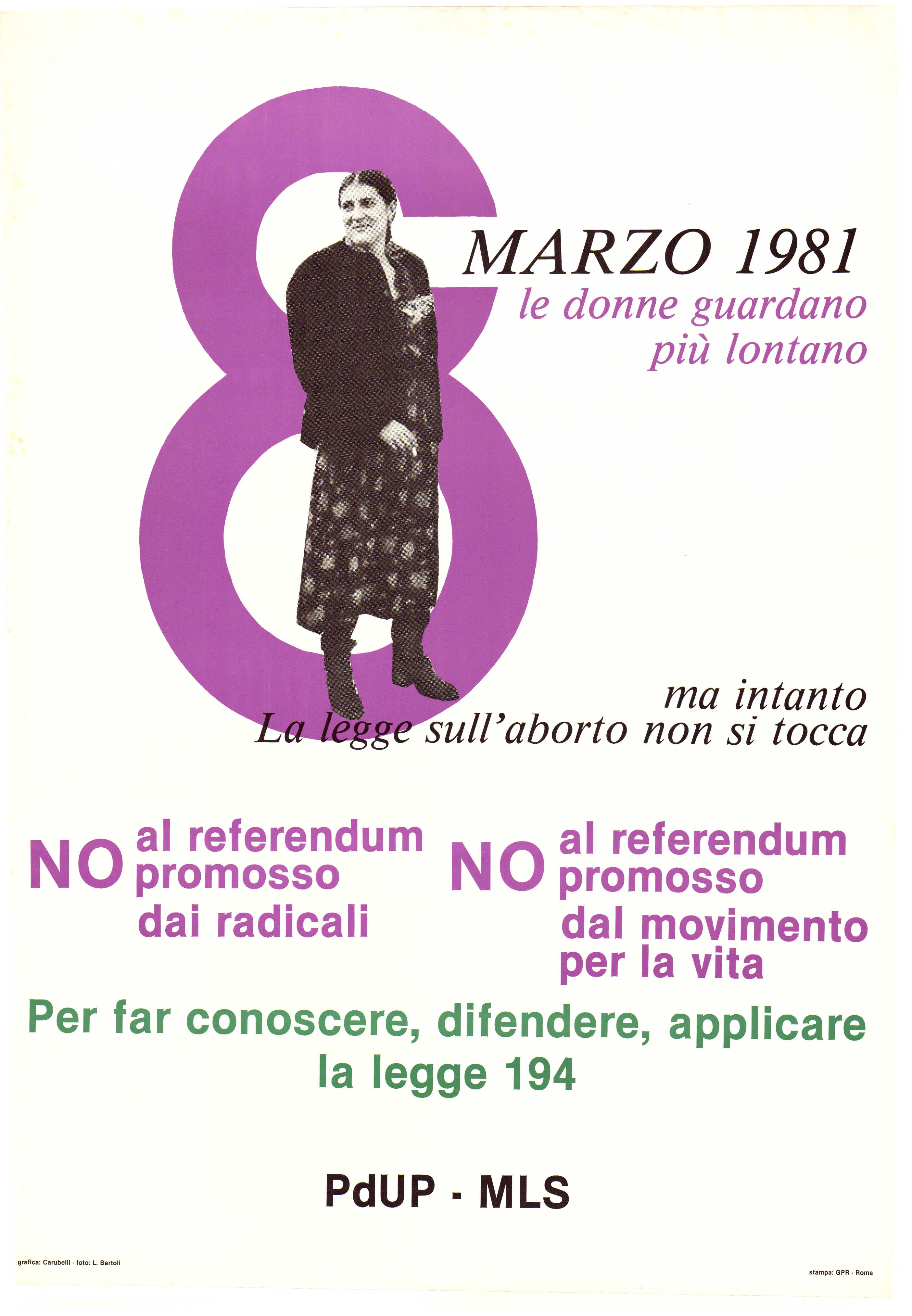
Manifesto del PDUP a favore dei due NO per i quesiti relativi all'aborto.

L'abrogazione di parte della legge 194 sull'aborto pubblico e gratuito (ottenuto anche grazie alle battaglie degli anni settanta), per il Partito Radicale, aveva l'obiettivo di cambiare la legge in alcuni suoi aspetti, facendo ad esempio cadere la condanna a tre anni di reclusione per chi abortiva o faceva abortire dopo i novanta giorni di gravidanza.
Veniva inoltre avanzato un ulteriore quesito dall'associazione cattolica Movimento per la Vita che mirava ad abrogare altre parti della legge con l'intento di rendere l'aborto meno praticabile.
Il quesito sull'abolizione del Tribunale Militare venne superato dal Parlamento. Sei furono invece quelli bloccati dalla giurisprudenza della Corte costituzionale.
I quesiti sottoposti al voto popolare furono per l'abrogazione del fermo di polizia, dell'ergastolo, del porto d'armi e le due proposte sull'aborto. Nonostante il contributo del Partito Socialista Italiano alla raccolta delle firme, negli ultimi mesi di campagna referendaria i Radicali si ritrovarono isolati.
La scelta dei partiti di sinistra di non partecipare ai referendum veniva commentata su una pubblicazione radicale, dai militanti Lorenzo Strik Lievers, Massimo Teodori e Franco Corleone: «La divaricazione che sembra riproporsi tra radicali e sinistra tradizionale, in Parlamento o forse anche nel paese, con gli apparati dirigenti, in occasione dei prossimi referendum, deriva dalla latitanza generale di prospettive e progetti, cioè di volontà di governo, da parte di PCI e PSI».
Gli italiani si pronunciarono per il mantenimento delle norme.

## Quesiti

### Ordine pubblico
Abrogazione della legge Cossiga, che era stata concepita per affrontare l'emergenza terrorismo in Italia negli anni settanta. Promosso dal Partito Radicale.
Testo Primo quesito: «Volete voi l'abrogazione del decreto legge 15 dicembre 1979, n. 625, convertito in legge con legge 6 febbraio 1980, n. 15 (conversione in legge, con modificazioni, del decreto legge 15 dicembre 1979, n. 625, concernente misure urgenti per la tutela dell'ordine democratico e della sicurezza pubblica)?».

### Ergastolo
Abolizione della pena dell'ergastolo. Promosso dal Partito Radicale.
Testo Secondo quesito: «Volete voi che siano abrogati gli articoli 17, comma primo n. 2 (l'ergastolo) e 22 del codice penale approvato con regio decreto 10 ottobre 1930, n. 1398, e successive modificazioni?».

### Porto d'armi
Abolizione delle norme sulla concessione di porto d'arma da fuoco. Promosso dal Partito Radicale.
Testo Terzo quesito: «Volete voi l'abrogazione dell'art. 42, comma terzo (il questore ha facoltà di dare licenza per porto d'armi lunghe da fuoco e il prefetto ha facoltà di concedere, in caso di dimostrato bisogno, licenza di portare rivoltelle o pistole di qualunque misura o bastoni animati la cui lama non abbia una lunghezza inferiore a centimetri 65), del regio decreto 18 giugno 1931, n. 773 (Testo unico delle leggi di pubblica sicurezza) e successive modificazioni?».

### Interruzione volontaria di gravidanza (Proposta Partito Radicale)
Abrogazione di tutti i procedimenti, gli adempimenti e i controlli, di tipo amministrativo o anche giurisdizionale, riferiti all'interruzione volontaria della gravidanza, come pure tutte le sanzioni per l'inosservanza delle modalità configurate dalla legge 194 del 1978. Promosso dal Partito Radicale.
Testo Quarto quesito: «Volete voi l'abrogazione degli articoli 1; 4; 5; 6 lettera b) limitatamente alle parole: "tra cui quelli relativi a rilevanti anomalie o malformazioni del nascituro"; 7; 8; 9 comma primo, limitatamente alle parole: "alle procedure di cui agli articoli 5 e 7 e", e comma quarto limitatamente alle parole: "l'espletamento delle procedure previste dall'articolo 7 e", nonché alle parole: "secondo le modalità previste dagli articoli 5, 7 e 8"; 10 comma primo limitatamente alle parole: "nelle circostanze previste dagli articoli 4 e 6", nonché alle parole: di "cui all'articolo 8", e comma terzo limitatamente alle parole: "secondo quanto previsto dal secondo comma dell'articolo 5 e dal primo comma dell'articolo 7"; 11 comma primo (L'ente ospedaliero, la casa di cura o il poliambulatorio nei quali l'intervento è stato effettuato sono tenuti ad inviare al medico provinciale competente per territorio una dichiarazione con la quale il medico che lo ha eseguito dà notizia dell'intervento stesso e della documentazione sulla base della quale è avvenuto senza fare menzione dell'identità della donna.); 12; 13; 14; 19 comma primo (Chiunque cagiona l'interruzione volontaria della gravidanza senza l'osservanza delle modalità indicate negli articoli 5 o 8, è punito con la reclusione sino a tre anni.), comma secondo (La donna è punita con la multa fino a lire centomila.), comma terzo limitatamente alle parole: "o comunque senza l'osservanza delle modalità previste dall'articolo 7,", comma quinto (Quando l'interruzione volontaria della gravidanza avviene su donna minore degli anni diciotto, o interdetta, fuori dei casi o senza l'osservanza delle modalità previste dagli articoli 12 e 13, chi la cagiona è punito con le pene rispettivamente previste dai commi precedenti aumentate fino alla metà. La donna non è punibile.) e comma settimo (Le pene stabilite dal comma precedente sono aumentate se la morte o la lesione della donna derivano dai fatti previsti dal quinto comma.); 22 comma terzo (Salvo che sia stata pronunciata sentenza irrevocabile di condanna, non è punibile per il reato di aborto di donna consenziente chiunque abbia commesso il fatto prima dell'entrata in vigore della presente legge, se il giudice accerta che sussistevano le condizioni previste dagli articoli 4 e 6.) della legge 22 maggio 1978, n. 194, recante "Norme per la tutela sociale della maternità e sull'interruzione volontaria della gravidanza"?».

### Interruzione volontaria di gravidanza (Proposta Movimento per la vita)
Abrogazione di ogni circostanza giustificativa ed ogni modalità dell'interruzione volontaria della gravidanza, quali sono previste dalla legge 194 del 1978. Di segno opposto al quesito precedente. Promosso dal Movimento per la vita.
Testo Quinto quesito: «Volete voi l'abrogazione degli articoli 4, 5, 6, limitatamente alle parole "dopo i primi novanta giorni", "tra cui quelli relativi a rilevanti anomalie o malformazioni del nascituro", "o psichica"; 8,12,13,14,15,19, primo comma, limitatamente alle parole "negli articoli 5 o 8"; terzo comma: "Se l'interruzione volontaria della gravidanza avviene senza l'accertamento medico dei casi previsti dalle lettere a) e b) dell'articolo 6 o comunque senza l'osservanza delle modalità previste dallo articolo 7, chi la cagiona è punito con la reclusione da uno a quattro anni."; quarto comma: "La donna è punita con la reclusione sino a sei mesi."; quinto comma: "Quando l'interruzione volontaria della gravidanza avviene su donna minore degli anni diciotto, o interdetta, fuori dei casi o senza l'osservanza delle modalità previste dagli articoli 12 e 13, chi la cagiona è punito con le pene rispettivamente previste dai commi precedenti aumentate fino alla metà. La donna non è punibile."; settimo comma: "Le pene stabilite dal comma precedente sono aumentate se la morte o la lesione della donna derivano dai fatti previsti dal quinto comma" della legge 22 maggio 1978, n. 194, recante "Norme per la tutela sociale della maternità e sull'interruzione volontaria della gravidanza"?».

## Le posizioni dei partiti
Si riassumono di seguito le posizioni dei principali partiti politici in relazione ai quesiti referendari:

### Ordine pubblico

#### Sì
- Partito Radicale
- Movimento Sociale Italiano - Destra Nazionale
- Democrazia Proletaria
- Partito di Unità Proletaria per il Comunismo

#### No
- Democrazia Cristiana
- Partito Comunista Italiano
- Partito Socialista Italiano
- Partito Repubblicano Italiano
- Partito Socialista Democratico Italiano
- Partito Liberale Italiano
- Südtiroler Volkspartei

### Ergastolo

#### Sì
- Partito Radicale
- Democrazia Proletaria
- Partito di Unità Proletaria per il Comunismo
- Partito Comunista Italiano
- Partito Socialista Italiano

#### No
- Democrazia Cristiana
- Partito Socialista Democratico Italiano
- Partito Repubblicano Italiano
- Movimento Sociale Italiano - Destra Nazionale
- Südtiroler Volkspartei

#### Libertà di voto
- Partito Liberale Italiano

### Porto d'armi

#### Sí
- Partito Radicale
- Democrazia Proletaria
- Partito di Unità Proletaria per il Comunismo

#### No
- Democrazia Cristiana
- Partito Comunista Italiano
- Partito Socialista Italiano
- Partito Repubblicano Italiano
- Partito Socialista Democratico Italiano
- Movimento Sociale Italiano - Destra Nazionale
- Partito Liberale Italiano
- Südtiroler Volkspartei

### Interruzione volontaria di gravidanza (Proposta Partito Radicale)

#### Sí
- Partito Radicale

#### No
- Democrazia Cristiana
- Partito Comunista Italiano
- Partito Socialista Italiano
- Partito Repubblicano Italiano
- Partito Socialista Democratico Italiano
- Partito Liberale Italiano
- Movimento Sociale Italiano - Destra Nazionale
- Democrazia Proletaria
- Partito di Unità Proletaria per il Comunismo
- Südtiroler Volkspartei

### Interruzione volontaria di gravidanza (Proposta Movimento per la vita)

#### Sí
- Democrazia Cristiana
- Movimento Sociale Italiano - Destra Nazionale
- Südtiroler Volkspartei

#### No
- Partito Radicale
- Partito Comunista Italiano
- Partito Socialista Italiano
- Partito Repubblicano Italiano
- Partito Socialista Democratico Italiano
- Partito Liberale Italiano
- Democrazia Proletaria
- Partito di Unità Proletaria per il Comunismo

## Risultati

### Primo quesito
Ordine pubblico.
| No                      | 26 524 667 | 85,12 |  |  |  |  |  |  |
| Sì                      | 4 636 809  | 14,88 |  |  |  |  |  |  |
| Totale                  | 31 161 476 | 100   |  |  |  |  |  |  |
|                         |            |       |  |  |  |  |  |  |
| Schede bianche          | 2 222 040  | 6,49  |  |  |  |  |  |  |
| Schede nulle            | 873 681    | 2,55  |  |  |  |  |  |  |
| Votanti                 | 34 257 197 | 79,38 |  |  |  |  |  |  |
| Elettori                | 43 154 682 |       |  |  |  |  |  |  |
|                         |            |       |  |  |  |  |  |  |
| Esito: Quorum raggiunto |            |       |  |  |  |  |  |  |

### Secondo quesito
Ergastolo.
| No                      | 24 330 954 | 77,37 |  |  |  |  |  |  |
| Sì                      | 7 114 719  | 22,63 |  |  |  |  |  |  |
| Totale                  | 31 445 673 | 100   |  |  |  |  |  |  |
|                         |            |       |  |  |  |  |  |  |
| Schede bianche          | 1 978 371  | 5,77  |  |  |  |  |  |  |
| Schede nulle            | 853 150    | 2,49  |  |  |  |  |  |  |
| Votanti                 | 34 277 194 | 79,43 |  |  |  |  |  |  |
| Elettori                | 43 154 682 |       |  |  |  |  |  |  |
|                         |            |       |  |  |  |  |  |  |
| Esito: Quorum raggiunto |            |       |  |  |  |  |  |  |

### Terzo quesito
Porto d'armi.
| No                      | 26 995 173 | 85,92 |  |  |  |  |  |  |
| Sì                      | 4 423 426  | 14,08 |  |  |  |  |  |  |
| Totale                  | 31 418 599 | 100   |  |  |  |  |  |  |
|                         |            |       |  |  |  |  |  |  |
| Schede bianche          | 2 014 303  | 5,88  |  |  |  |  |  |  |
| Schede nulle            | 842 474    | 2,46  |  |  |  |  |  |  |
| Votanti                 | 34 275 376 | 79,42 |  |  |  |  |  |  |
| Elettori                | 43 154 682 |       |  |  |  |  |  |  |
|                         |            |       |  |  |  |  |  |  |
| Esito: Quorum raggiunto |            |       |  |  |  |  |  |  |

### Quarto quesito
Interruzione volontaria di gravidanza (Proposta Partito Radicale).
| No                      | 27 395 909 | 88,42 |  |  |  |  |  |  |
| Sì                      | 3 588 995  | 11,58 |  |  |  |  |  |  |
| Totale                  | 30 984 904 | 100   |  |  |  |  |  |  |
|                         |            |       |  |  |  |  |  |  |
| Schede bianche          | 2 353 545  | 6,87  |  |  |  |  |  |  |
| Schede nulle            | 931 751    | 2,72  |  |  |  |  |  |  |
| Votanti                 | 34 270 200 | 79,41 |  |  |  |  |  |  |
| Elettori                | 43 154 682 |       |  |  |  |  |  |  |
|                         |            |       |  |  |  |  |  |  |
| Esito: Quorum raggiunto |            |       |  |  |  |  |  |  |

### Quinto quesito
Interruzione volontaria di gravidanza (proposta del Movimento per la vita).
| No                      | 21 505 323 | 68,00 |  |  |  |  |  |  |
| Sì                      | 10 119 797 | 32,00 |  |  |  |  |  |  |
| Totale                  | 31 625 120 | 100   |  |  |  |  |  |  |
|                         |            |       |  |  |  |  |  |  |
| Schede bianche          | 1 733 769  | 5,06  |  |  |  |  |  |  |
| Schede nulle            | 918 230    | 2,68  |  |  |  |  |  |  |
| Votanti                 | 34 277 119 | 79,43 |  |  |  |  |  |  |
| Elettori                | 43 154 682 |       |  |  |  |  |  |  |
|                         |            |       |  |  |  |  |  |  |
| Esito: Quorum raggiunto |            |       |  |  |  |  |  |  |